# 卡爾斯塔德大學

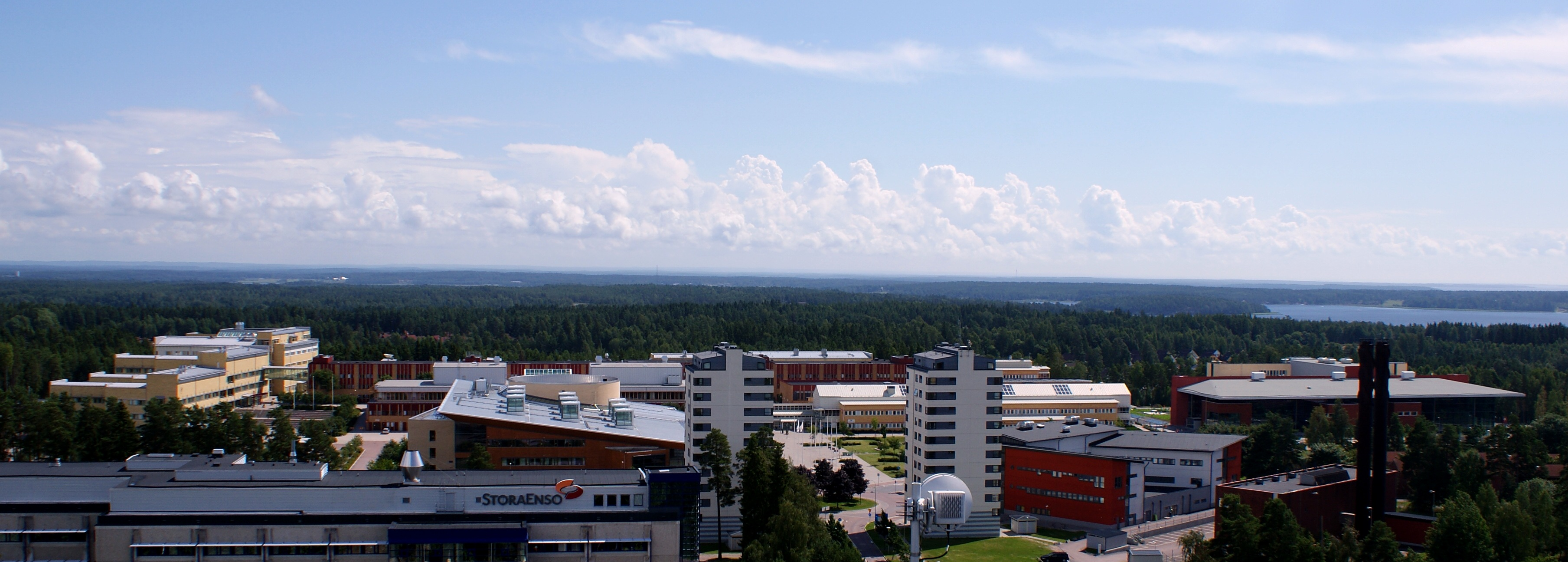
大學全景

卡爾斯塔德大學（瑞典語：Karlstads universitet）是一所位於瑞典內爾徹卡爾斯塔德的公立大學，是瑞典最年輕的大學之一。 1977年創建時是一所大學院，1999年由瑞典政府授予大學地位，其董事會也是由瑞典政府任命的。該大學擁有自己的出版社。按世界大學網路排名，卡爾斯塔德大學排在全球1447位。

## 外部連結
- 官方网站

59°24′21″N 13°34′54″E / 59.40583°N 13.58167°E